# Fichtenhöfen
Fichtenhöfen ist eine Streusiedlung der Gemeinde Schönbach im Bezirk Zwettl in Niederösterreich. Die Ortschaft hat 18 Einwohner (Stand 1. Jänner 2024).

## Geografie
Die Streusiedlung östlich von Schönbach besteht aus einigen landwirtschaftlichen Anwesen. Zur Ortschaft zählen die Einzellagen Edelhof, Fichtenhof, Geitenschlag, Grüblhof, Hühnerbichlhof und Wiedenhöfen. Am 1. April 2020 umfasste die Ortschaft 37 Adressen.

## Geschichte
Der Ort wurde 1556 zum ersten Mal schriftlich erwähnt, der Name bezieht sich auf die vielen Fichtenbäume in der Gegend.
Mit der Aufhebung der Grundherrschaften wurde die Siedlung 1849 ein Teil der Gemeinde Schönbach, später war sie teilweise auch Katastralgemeinde.
Laut Adressbuch von Österreich war im Jahr 1938 in Fichtenhöfen ein Landwirt ansässig.